# 蓋巴赫河
49°54′38″N 9°35′13″E / 49.910476°N 9.586820°E

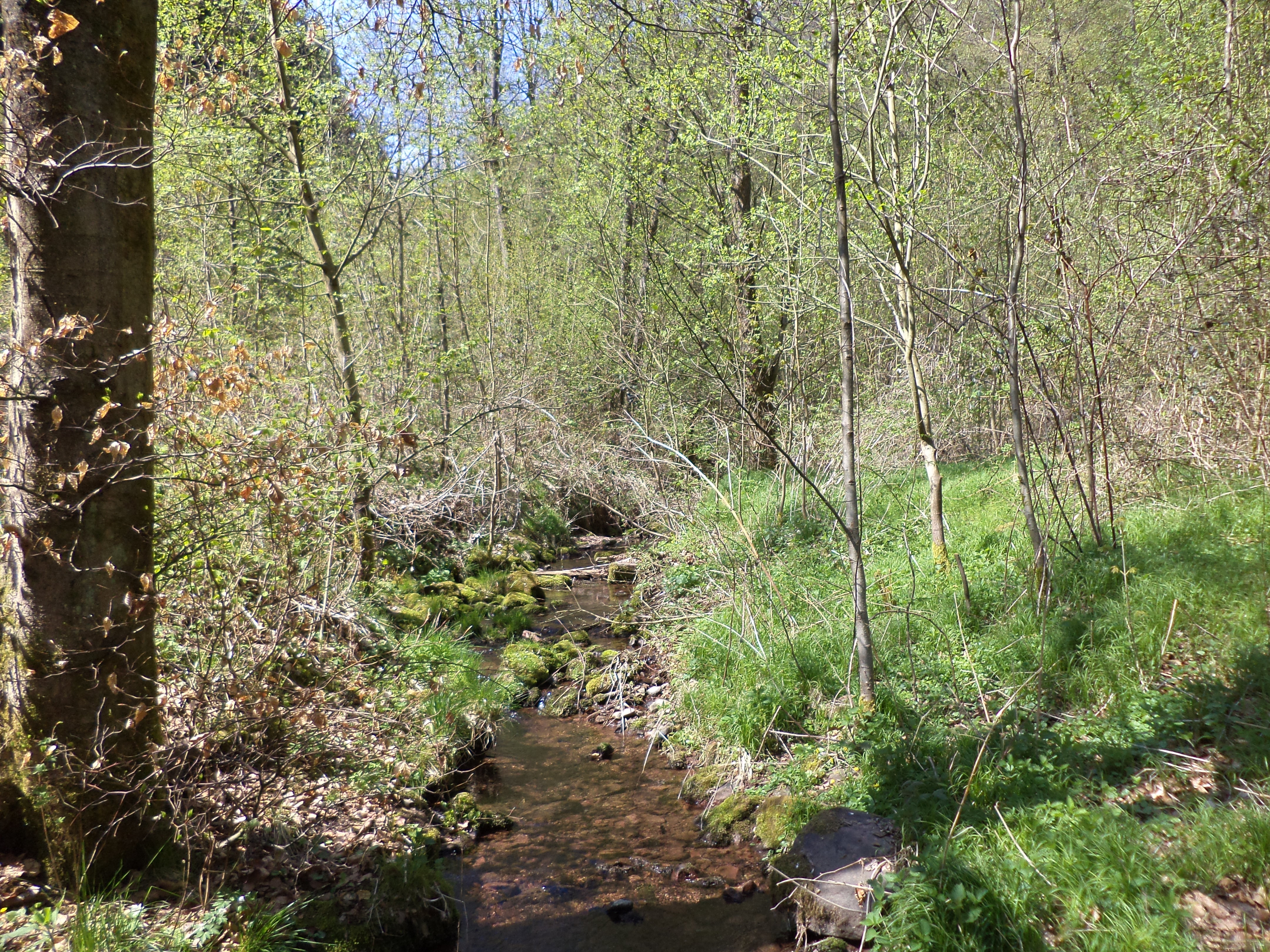

蓋巴赫河（德語：Gaibach），是德國的河流，位於該國東南部，由巴伐利亞負責管轄，屬於美因河的右支流，河道全長3.9公里，流域面積4.4平方公里。